# Feuerthalen
Feuerthalen és una comuna suïssa del cantó de Zúric, situada en el districte de Andelfingen. Limita al nord amb la comuna de Schaffhausen (SH), a l'est amb Büsingen am Hochrhein (DE-BW) i Schlatt (TG), al sud amb Laufen-Uhwiesen, i a l'oest amb Flurlingen.